# 法拉利F12 Berlinetta
法拉利F12berlinetta是一款由意大利汽车制造商法拉利于2012年推出的一款前置后驱的豪华旅行车，於2012年日内瓦车展上对外公布，并且取代法拉利599系列的车款。F12berlinetta搭载的6.3升自然吸气法拉利V12发动机荣获2013年国际年度发动机大奖的“最佳性能”类别和“4.0升以上最佳发动机”类别。F12berlinetta在2012年被Top gear评为“2012年度车款”。
2014年，F12berlinetta获得了第23届“金圆规奖”ADI奖项。接受奖项的是法拉利设计高级副总裁弗拉维奥·曼佐尼。

## 规格

### 引擎
法拉利F12 Berlinetta采用6,252cc，自然吸气65°V12引擎，于法拉利FF使用的引擎为同款。最大马力544千瓦，和730匹，在8,500rpm时产生；扭矩690牛·米，在6,000rpm时产生。其百公里加速仅为3.1秒，两百公里加速8.5秒，最高时速340千米/时。
F12 Berlinetta的引擎设计比599系列更注重燃油效率，动力也更强劲。其怠速时会自动降低燃油消耗。官方发布的数据显示，百公里油耗只有15.7升，燃油效能比599提升了30%。该具引擎的二氧化碳排放量为每公里350克。

### 变速箱
与加利福尼亚，458 Italia，FF以及LaFerrari等车款一样，F12采用了7速双离合自动变速器一体发动机，驾驶者可以通过方向盘后的换挡拨片进行快速换挡。为了贴合V12引擎更大的功率，法拉利为其减少了轮系。

### 底盘
F12采用全铝制的底盘来减轻重量。整个底盘有12块铝合金板材架构，结构刚性比599系列提高了20%，但是重量减轻了70公斤。
该车的重心比前款降低了25毫米，重量分配为前轮46%，后轮54%。
和其他的法拉利车款一样，F12采用了CCM3碳纤维陶瓷煞車片，配有ABS,电子限滑差速器，ESP高级稳定控制系统和F1-Trac牵引力控制。

### 轮胎
F12的轮胎由米其林提供，规格为前轮255/35ZR20，后轮315/35ZR20。

### 空气动力
法拉利F12的空气动力设计基于599和F1的特点，通过风洞测试。其最显著的特征是引擎两侧各有一块扰流板，和车身融为一体，行驶时能将前方的高速气流分流到两侧并产生下压力，增加汽车的稳定性。
在200公里的时速下，F12能产生123公斤的下压力，比599多出76%，而风阻仅仅只有0.299。

### 性能
法拉利F12在位于法拉利公司的费奥拉诺赛道测试时的单圈成绩是1分23秒；比LaFerrari慢3秒，599 GTO比快了1秒，比恩佐快2秒，比458 Italia快2秒，比430 Scuderia快3秒，比599 GTB Fiorano快3.5秒。

## 设计
法拉利F12的车身有法拉利在賓尼法利納的法拉利中心设计，采用了一些近期法拉利其他跑车的车身设计元素。其中包括类似Ferrari FF的前格栅，以及与 FF 和458 Italia相同的前大灯。内饰基于 FF 的设计，采用全新的 “Frau 皮革” 内饰，并辅以铝材、Alutex 和碳纤维装饰，与 599 相比，行李空间有所增加。
汽车电子控制系统由 Magneti Marelli Automotive Lighting 开发。

## F12tdf（2015年-2017年）
法拉利F12tdf（Tour de France，即环法赛）是F12berlinetta的一款专为赛道优化的版本，于2015年10月首次亮相。其命名向1899年至1986年间举办的环法汽车拉力赛致敬，在1956年至1964年间，法拉利250曾多次赢得该赛事。F12tdf与F12berlinetta搭载相同的6.3升V12发动机，但动力输出提升至780马力（574千瓦；769英制马力）/8500转，峰值扭矩为705牛·米（520磅·英尺）/6750转。F12tdf比F12轻了110千克（243磅），官方宣称的干重为1,415千克（3,120磅），整备质量为1,520千克（3,351磅）。法拉利宣称F12tdf从0加速到100公里/小时（62英里/小时）仅需2.9秒，0到200公里/小时（124英里/小时）为7.9秒。极速被官方称为“超过340公里/小时（211英里/小时）”。在法拉利Fiorano测试赛道上，F12tdf跑出了1分21秒的圈速，比标准F12berlinetta和488 GTB快了2秒，仅比LaFerrari创下的最快圈速慢了1.3秒。F12tdf由法拉利造型中心设计，全球限量生产799台。